# Белорусско-шведские отношения
Белорусско-шведские отношения — двухсторонние дипломатические отношения между Республикой Беларусь и Королевством Швеция, установленные 14 января 1992 года. С 2012 по 2016 гг. взаимоотношения двух стран были осложнены после воздушного инцидента и поддержки со стороны Швеции белорусской оппозиции.

## История
- Ноябрь 1999: в Стокгольме открылось Посольство Белоруссии[1];
- Ноябрь 2003: начало деятельности отделения шведского диппредставительства в Минске;
- Декабрь 2007: в Беларуси открылось полноценное Посольство Швеции;
- 4 июля 2012: воздушный инцидент «Плюшевый десант», повлёкший за собой ухудшения отношений между двумя государствами и закрытию белорусского посольства до 2016 года[2];
- Сентябрь 2015: встреча глав внешнеполитических ведомств двух стран в рамках саммита ООН в Нью-Йорке;
- 31 марта – 1 апреля 2016: визит в Беларусь Государственного секретаря МИД Швеции А.Сёдера;
- Октябрь 2017: Посол Швеции К. Юханнессон вручила верительные грамоты Президенту Республики Беларусь;
- 15 ноября 2017: официальная церемония открытия белорусского посольства в Швеции с участием заместителя Министра иностранных дел Беларуси О. Кравченко и Государственного секретаря МИД Швеции по вопросам ЕС и торговли О. Стенстрёма;
- Февраль 2018: В Мюнхене в ходе Мюнхенской конференции по безопасности состоялась встреча Министра иностранных дел Республики Беларусь В. Макея с Государственным секретарем МИД Швеции А. Сёдером;
- 14 июня 2018: посол Беларуси в Швеции Д. Мирончик вручил верительные грамоты Королю Швеции.

### Дипломатический кризис (2012—2016)
4 июля 2012 года прошла акция «Плюшевый десант», проведённая гражданами Швеции и выразившаяся в сбрасывании с самолёта на маленьких парашютах над городами Минском и Ивенцом игрушечных плюшевых мишек с прикреплёнными к ним табличками, снабжёнными надписями. Мероприятие было направлено на «борьбу с нарушением свободы слова в Республике Беларусь».
3 августа министр иностранных дел Швеции Карл Бильдт заявил, что посол Швеции в Минске Стефан Эрикссон был обвинён в контакте с оппозицией и выслан из страны. Бильдт заявил, что обвинения в адрес посла были необоснованными и что «высылка режимом Лукашенко посла Швеции в Беларуси является грубым нарушением норм отношений между государствами». Позже шведские власти выдворили двух белорусских дипломатов из страны. Это в свою очередь привело к тому, что официальный Минск в ответ также выдворил всех шведских дипломатов и закрыл своё посольство в Стокгольме.
В ноябре 2016 года Беларусь возобновила дипломатическое присутствие в Швеции. 2 октября 2017 года новый Посол Швеции Кристина Юханнессон вручила верительные грамоты Президенту Республики Беларусь.

## Торговля
Динамика внешней торговли в 2011—2019 годах (млн долларов):
В 2018 году белорусско-шведский товарооборот составил 171,3 млн долларов, увеличившись на 26,5 % в сравнении с уровнем 2017 года. Белорусский экспорт составил 52,1 млн долларов (рост на 74,3 %), импорт из Швеции – 119,2 млн долларов (рост на 13,0 %). Согласно информации на официальном сайте посольства РБ в Швеции, Белоруссия поставляет в основном калийные удобрения. К числу других наиболее важных экспортных белорусских товаров также относятся древесина, льняные ткани, животные или растительные жиры и масла для технического или промышленного применения, лесоматериалы. Шведский импорт представлен полимерами этилена, оборудованием для сельского хозяйства, турбореактивными двигателями, искусственными восками.

## Туризм
Указом Президента Республики Беларусь от 9 января 2017 г. № 8 устанавливался срок безвизовых поездок до 5 дней для граждан ряда стран, в том числе и Швеции. По информации белорусского посольства, в первую половину 2018 года около 2200 шведов и норвежцев посетили страну без визы.